# گروسهوفلاین
گروسهوفلاین (به آلمانی: Großhöflein) یک شهر بازاری و شهرستان اتریش در اتریش است که در Eisenstadt-Umgebung District واقع شده‌است.

## خصوصیات
گروسهوفلاین ۲٬۰۴۷ نفر جمعیت دارد.